# いさなのうみ
『いさなのうみ』は、1997年公開の日本映画。製作はWOWOW、バンダイビジュアル。WOWOWが製作した「J・MOVIE・WARS」第4期のうちの1作。過疎や生態系破壊といった社会的な要素を絡めた青春ラブストーリー。

## あらすじ
遠洋漁業を営む一家に育ち、漠然と将来は漁師になることを考えている蓮司。ある日、彼が通う高知県室戸の水産高校に京子という不思議な魅力を持った転校生がやってくる。
鯨について博識な京子に惹かれる蓮司だったが、捕鯨を考える蓮司と鯨の保護を訴える京子とでは大きく意見が食い違う。蓮司と京子、蓮司に恋する幼馴染の美智子。彼らのひと夏の青春の恋の行方は？

## キャスト
- 濱口蓮司：二宮哲也
- 汐京子：馬渕英里何
- 美智子：遠藤久美子
- 濱口美帆：永島暎子
- 濱口福蔵：日垣基延
- 徹：大村浩之
- 磯村教諭：荒勢
- 組合員：江本孟紀

## スタッフ
- 監督・脚本：日垣一博
- 制作：仙頭武則、小林広司
- 撮影：佐野哲郎
- 録音：弦巻裕
- 音楽：梅林茂
- 美術：磯見俊裕
- 編集：掛須秀一
- 衣装（デザイン）：宮本まさ江